# Sfaranda
Sfaranda (Sparanna in siciliano) è una frazione di 930 abitanti di Castell'Umberto, comune italiano della città metropolitana di Messina in Sicilia.
Si trova al confine con il territorio di Tortorici e costituisce una porta di ingresso al Parco dei Nebrodi.

## Monumenti e luoghi d'interesse
- Chiesa di Maria Santissima Annunziata (distrutta da una frana).
- Ruderi dell'antica Chiesetta rurale dell'Angelo Custode.
- Borgo Luigi.

La prima chiesa di Sfaranda fu la piccola chiesa gentilizia, innalzata nella proprietà Di Vincenzo. La chiesa era dedicata all'Angelo custode. Dopo la frana che interessò il paese nel 1770 si decise la costruzione di una nuova chiesa per ospitare la comunità dei fedeli. Nel 1790 il signor Argirì donò il locale per la costruzione della nuova chiesa e iniziarono i lavori di costruzione. Accanto fu costruito un ambiente adibito a salone parrocchiale. Nel 1945 divenne parrocchia e il primo parroco di Sfaranda, padre Surace, fece demolire la chiesa per farne fabbricare una nuova, che venne eretta a cura del suo successore, padre Catania e ad opera degli stessi abitanti a partire dal 1948 in quattro anni di lavoro. Accanto venne costruita l'abitazione del parroco.
Sul territorio di Sfaranda sono presenti diversi punti panoramici da dove è possibile godere di suggestivi paesaggi del Parco dei Nebrodi, dai monti sino al mare.

## Cultura

### Eventi
- Carnevale sfarandino è una tradizione che prosegue da circa due secoli, con maschere e carri allegorici.
- 25 marzo e prima domenica di settembre: festa patronale in onore di Maria santissima Annunziata.
- 28 luglio: "Cena Sotto le Stelle", degustazione di prodotti tipici locali.
- Mese di agosto: "sagra della birra" e "sagra del castrato", in date che vengono stabilite in accordo con il programma estivo del comune.
- Primi giorni di settembre: "soap box race" (gara delle macchinine ecologiche)

## Sport
Sfaranda è sede della squadra di calcio dell'Unione Sportiva Sfarandina A.S.D., fondata nel 1969 da un gruppo di giovani locali, nota semplicemente come Sfarandina e avente come colori sociali il bianco e il rosso. La squadra utilizza lo stadio comunale di Castell'Umberto.

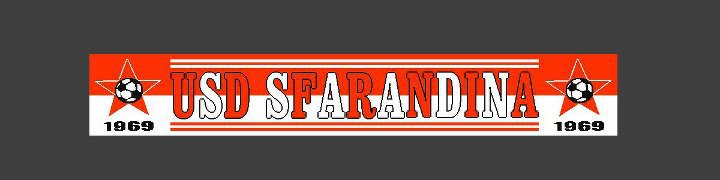
Sciarpa Sfarandina